# 榛葉繁紀
榛葉 繁紀（しんば しげき、1963年 - ）は、日本の薬学博士、薬剤師。日本大学薬学部教授。

## 経歴
1963年生まれ。掛川市立西山口小学校卒業。掛川市立東中学校卒業。静岡県立掛川西高校卒業。静岡県立大学大学院薬学研究科修了。1991年から1995年にかけて米国ベイラー医科大学でリサーチアソシエート。1995年から日本大学薬学部
1991年静岡県立大学　薬学博士。 論文の題は「重水素の生物学的同位体効果 -クロレラの炭酸固定系に対する影響とその応用- 」。

## 研究内容
- 脂肪細胞における転写調節
- 体内時計による生理機能の調節

## 著書
- 体内時計ダイエット  マガジンハウス
- 時間薬理学による最新の治療戦略  医薬ジャーナル社  （共著）
- 時間栄養学  女子栄養大学出版    （共著）
- 衛生薬学（第２版）  朝倉書店
- Methods Mol Biol.  Humana Press Inc.

## 出演番組
- 世界一受けたい授業2009年1月17日放送「なぜ夜遅く食べると太るのか？肥満のカギ BMAL1（ビーマル・ワン）とは？」[3]
- 情報ライブミヤネ屋[4]

## 所属学会
- 日本薬学会 [5]
- 日本生化学会
- 日本分子生物学会
- 日本肥満学会評議員(2015年～）
- 日本時間生物学会評議員(2007年～）
- 環境ホルモン学会
- 日本生理学会
- 日本くすりと糖尿病学会
- 日本内分泌学会